# Aire d'attraction de Saint-Paul
L'aire d'attraction de Saint-Paul est un zonage d'étude défini par l'Insee pour caractériser l'influence de la commune de Saint-Paul sur les communes environnantes. Publiée en octobre 2020, elle se substitue à l'aire urbaine de Saint-Paul, qui comportait 4 communes dans le zonage de 2010.

### Carte

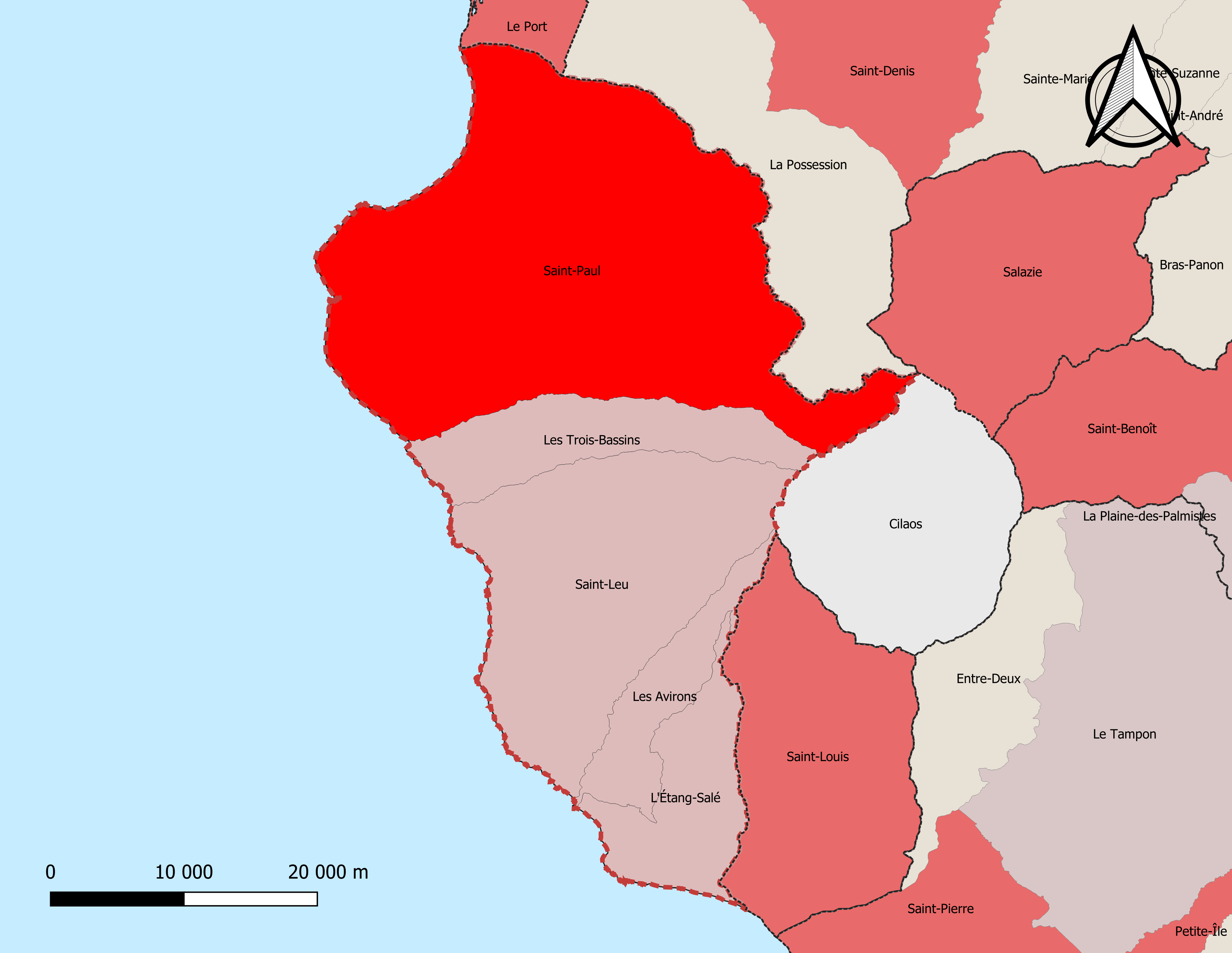
Carte de l'aire d'attraction de Saint-Paul.
Commune-centre
Commune du pôle principal

## Définition
L'aire d'attraction d'une ville est composée d'un pôle, défini à partir de critères de population et d'emploi ainsi que d'une couronne constituée des communes dont au moins 15 % des actifs travaillent dans le pôle. Le pôle d'attraction constitue ainsi un point de convergence des déplacements domicile-travail,.

## Géographie
L'aire d'attraction de Saint-Paul est une aire intra-départementale qui comporte 5 communes dans La Réunion. 

### Composition communale
| Nom               | Code Insee | Département | Statut                    | Superficie (km2) | Population (dernière pop. légale) | Densité (hab./km2) | Modifier                                    |
| ----------------- | ---------- | ----------- | ------------------------- | ---------------- | --------------------------------- | ------------------ | ------------------------------------------- |
| Les Avirons       | 97401      | La Réunion  | commune du pôle principal | 26,27            | 11 445 (2022)                     | 436                | modifier les données · modifier les données |
| L'Étang-Salé      | 97404      | La Réunion  | commune du pôle principal | 38,65            | 14 329 (2022)                     | 371                | modifier les données · modifier les données |
| Saint-Leu         | 97413      | La Réunion  | commune du pôle principal | 118,37           | 35 597 (2022)                     | 301                | modifier les données · modifier les données |
| Saint-Paul        | 97415      | La Réunion  | commune-centre            | 241,28           | 106 220 (2022)                    | 440                | modifier les données · modifier les données |
| Les Trois-Bassins | 97423      | La Réunion  | commune du pôle principal | 42,58            | 7 113 (2022)                      | 167                | modifier les données · modifier les données |

## Démographie
Cette aire est catégorisée dans les aires de 50 000 à moins de 200 000 habitants, une catégorie qui regroupe 18,4 % de la population au niveau national.